# 市立甲府病院
市立甲府病院（しりつこうふびょういん）は、山梨県甲府市にある市立病院である。

## 沿革
- 1932年（昭和7年）：開院
- 1943年（昭和18年）：山梨県立医学専門学校の附属として県管轄になる。
- 1945年（昭和20年）：甲府空襲により焼失、再度市立病院となる。
- 1964年（昭和39年）：救急病院指定。
- 1965年（昭和40年）：総合病院に認定される。
- 1999年（平成11年）：現病棟が竣工。

## 診療科
- 内科・精神科・神経内科・小児科・産婦人科
- 外科・整形外科・形成外科・脳神経外科・皮膚科・泌尿器科・眼科・耳鼻咽喉科・放射線科・麻酔科・歯科口腔外科・病理科
- リハビリテーション科

## 所在地
山梨県甲府市増坪町366

## アクセス
- 甲府駅、南甲府駅より無料送迎バスに乗車、「市立甲府病院」下車。